# 안티고네

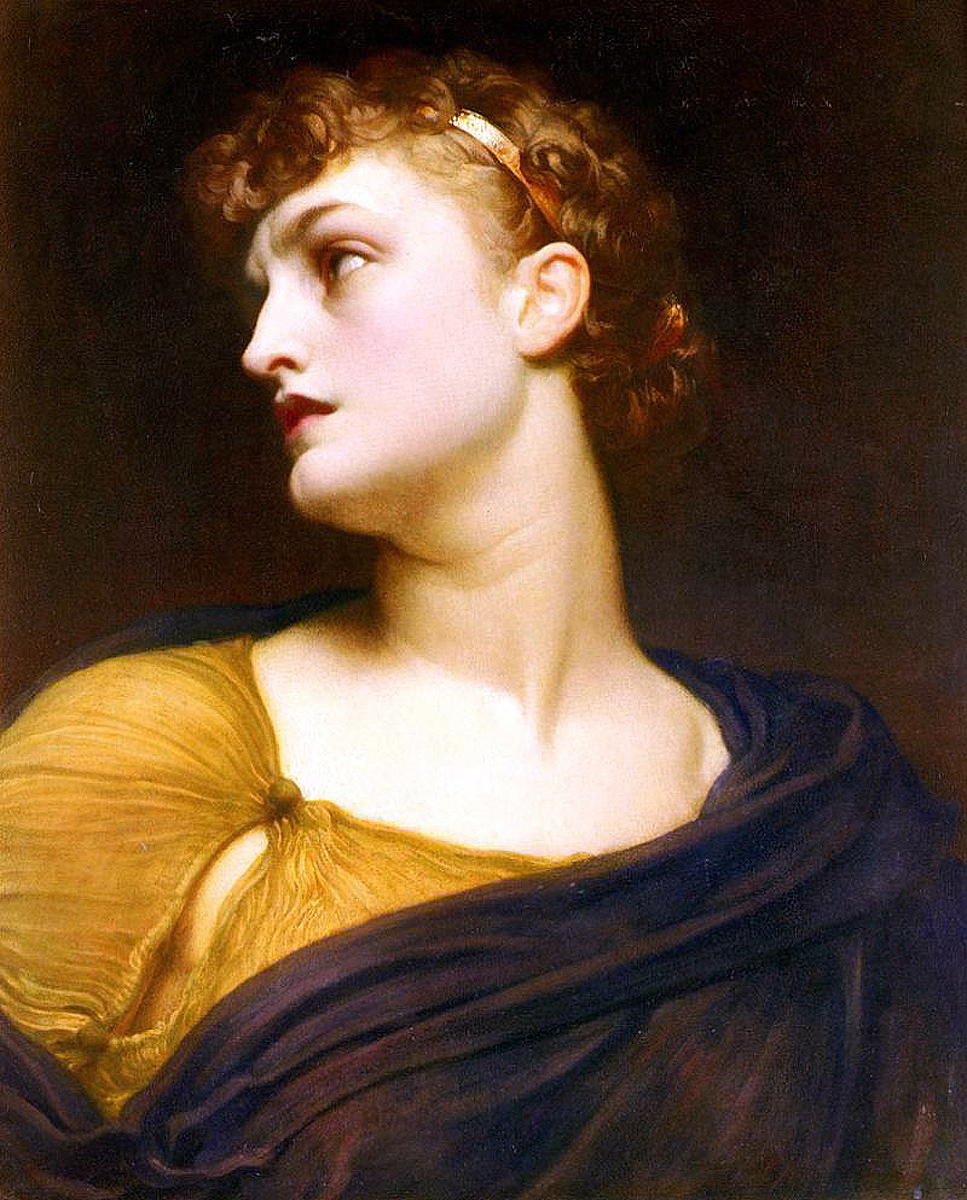

안티고네(Antigone)는 오이디푸스와 그의 어머니 이오카스테 사이에서 태어난 신화 속의 인물이다. 오이디푸스는 이오카스테가 자신의 생모라는 사실에 격분해 자신의 두 눈을 뽑아버리고 방랑을 하게 되는데 안티고네는 오이디푸스가 방황하는 동안 같이 다니면서 도와준다. 오이디푸스가 죽은 후 안티고네는 테베에 살다가 형제 에테오클레스와 폴리네이케스와의 싸움에서 형제들이 모두 죽자 폴리네이케스의 시체를 묻어줬다가 크레온 왕에게 처형당했다.